# Gottlieb Wagner (Pfarrer)
Gottlieb Wagner (* 13. Mai 1858 in Rugendorf; † 30. Oktober 1940 in Kleinheubach) war ein evangelisch-lutherischer Pfarrer und Heimatforscher.

## Leben
Gottlieb Wagner wuchs in Remlingen auf, wo sein Vater als Pfarrer amtierte. Er studierte Evangelische Theologie an der Universität Erlangen und gehörte seit 1878 der Burschenschaft der Bubenreuther an. Nach dem Theologiestudium war er ab 1884 zunächst Pfarrverweser und dann Pfarrer in Neuhaus. Von 1894 bis zu seiner Pensionierung 1926 wirkte er als evangelischer Ortspfarrer von Kleinheubach, einer Marktgemeinde in Unterfranken (Landkreis Miltenberg). Neben dem Dienst in der eigenen Gemeinde war er auch eine treibende Kraft bei der Gründung der evangelischen Gemeinde in Miltenberg und dem Bau der dortigen Johanneskirche.
Zum Eintritt in den Ruhestand wurde er zum Ehrenbürger Kleinheubachs ernannt. Er ist auf dem evangelischen Friedhof in Kleinheubach beigesetzt, wo ein monumentales Grab an ihn erinnert. In Kleinheubach ist die „Gottlieb-Wagner-Straße“ nach ihm benannt.
Als Heimatforscher verfasste er u. a. die Ortsgeschichte Kleinheubachs und die Geschichte der jüdischen Gemeinde Kleinheubachs. Besondere Bedeutung hat seine Ortsgeschichte Kleinheubachs durch die Zerstörung des Archivs der Grafen von Erbach im Jahr 1944 bekommen, denn viele Urkunden und Quellen zur Geschichte Kleinheubachs und der Region lassen sich nur noch durch die Wiedergabe in der Wagnerschen Ortsgeschichte rekonstruieren. Dies gilt z. B. für mittelalterliche Weistümer und Privilegien. Auch ist die Ortsgeschichte Gottlieb Wagners eine der wenigen verbliebenen Quellen zu Hexenprozessen in Kleinheubach. Seine Forschungen zum Mitmarkswald zwischen Kleinheubach und Miltenberg sind Grundlage aller weiteren Forschung in diesem Bereich. Ähnlich stützt sich die momentan umfassendste Studie zur jüdischen Gemeinde Kleinheubachs von Axel Töllner und Cornelia Berger-Dittscheid auf Wagners Forschungen zur örtlichen jüdischen Geschichte.
Wagner war seit 1884 mit Frieda Schütz verheiratet. Sie hatten fünf Söhne und zwei Töchter. Sein Sohn Hanns Wagner folgte ihm 1927 als Pfarrer von Kleinheubach.

## Schriften
- Die Ortsgeschichte Kleinheubach. Dier, Kleinheubach 1933, OCLC 315310706, DNB 576848298 (Nachdruck: Marktgemeinde Kleinheubach, 1988).
- mit Bernhard Holl: Geschichte der Jüdischen Gemeinde zu Kleinheubach am Main. Dier, Kleinheubach 1934 (Nachdruck: Heimat- und Geschichtsverein Kleinheubach, 1996, OCLC 53469909), DNB 57684828X.
- Wallhausen bei Miltenberg in seiner Bedeutung für Kleinheubach und Miltenberg. Nachtrag zur Ortsgeschichte Kleinheubachs 1933. Selbstverlag, Kleinheubach 1938, OCLC 163076498, DNB 576848301.